# Ebrahim Golestan

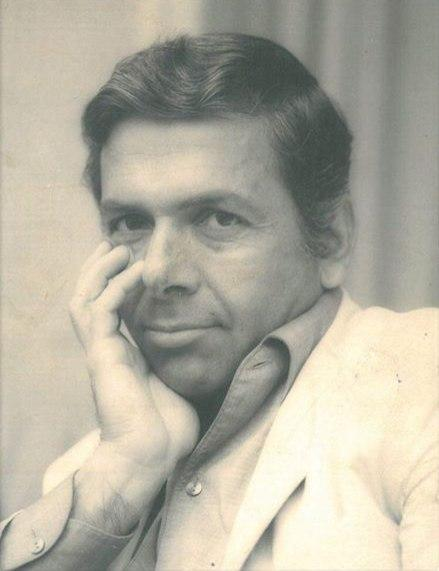
Ebrahim Golestan (1968)

Ebrahim Golestan (persisch ابراهیم گلستان, eigentlich Ebrahim Taghavi Schirasi; geboren am 19. Oktober 1922 in Schiras; gestorben am 22. August 2023 in der Grafschaft Sussex) war ein iranischer Filmregisseur, Drehbuchautor, Filmproduzent und Schriftsteller. Golestan war eine der wichtigsten kulturellen Figuren der 1960er und 1970er Jahre im Iran; sein Einfluss reicht weit über den Bereich des Kinos hinaus.

## Leben und Werk
1957 oder 1965 gründete er sein eigenes Filmstudio Golestan Film. 1958 lernte er die Dichterin Forugh Farrochzad kennen, mit der er bis zu ihrem frühen Tod eng befreundet blieb. Die beiden hatten zudem einen engen künstlerischen Austausch und arbeiteten an einigen Projekten gemeinsam. Golestan produzierte einige Werbefilme für die National Iranian Oil Company, von denen der Film Yek atash auf den Filmfestspielen von Venedig 1961 eine Bronzemedaille erhielt. Dies war die erste internationale Auszeichnung für einen iranischen Film.
Sein erstes Spielfilmprojekt Why is the sea stormy? (1962) konnte er nie fertigstellen. Sein erster veröffentlichter Spielfilm Khesht va Ayeneh gilt als Meilenstein des iranischen Kinos und als Beginn des iranischen Avantgardekinos überhaupt. Der Film, der stark vom italienischen Neorealismus beeinflusst ist, handelt von einem Taxifahrer, dem ungefragt ein Kleinkind in seinem Taxi hinterlassen wird. Nach einigen weiteren Dokumentarfilmen drehte er 1974 seinen zweiten Spielfilm Asrar ganj darreye jenni, der sein letzter Film sein sollte. Im Folgejahr verließ er den Iran und lebte fortan im Vereinigten Königreich, seit 1984 auf Wykehurst Place in Bolney in der Grafschaft Sussex.

## Filmografie
R = Regie, D = Drehbuch, K = Kamera, S = Schnitt, P = Produktion

### Regie
- 1957: Az ghatre ta darya (Dokumentarfilm; R, D, P, K)
- 1961: Yek atash (Dokumentarfilm, Kurzfilm; R, P)
- 1961: Courtship (Episodenfilm, Episode Iran: R)
- 1961: Moj, marjan, khara (Dokumentarfilm; R mit Alan Pendry)
- 1963: Tappe-haye Marlik (Dokumentarfilm, Kurzfilm; R, D)
- 1965: Ganjine-haye gohar (Dokumentarfilm, Kurzfilm; R)
- 1965: Anjomanha-ye roostayi (Dokumentarfilm, Kurzfilm; R, D, P)
- 1965: Kharman va bazr (Dokumentarfilm, Kurzfilm; R, D, P)
- 1966: Kharab-abad (Dokumentarfilm, Kurzfilm; R)
- 1966: Khesht va Ayeneh (R, D, P)
- 1974: Asrar ganj darreye jenni (R, D, P, K)

### Sonstige
- 1958: Mobarezeh ba atash dar Ahvaz (D)
- 1963: Das Haus ist schwarz (Dokumentarfilm, Kurzfilm; P)

## Veröffentlichungen als Schriftsteller
- Âzar, mâh-e âkher-e pâ’iz, 1948[4]
- Shekâr-e sâyeh, 1955[4]
- Juy-o divâr-o teshneh, 1967[4]
- Madd-o meh, 1969[4]
- Rooster, 1995[4]